# Countess of Walsingham
Countess of Walsingham, in the County of Norfolk, war ein britischer Adelstitel in der Peerage of Great Britain, der nach dem Ort Walsingham benannt war.
Der Titel wurde am 7. April 1722 von König Georg I. für seine illegitime Tochter Petronella Melusina von der Schulenburg geschaffen. Deren Mutter war seine Mätresse Ehrengard Melusine von der Schulenburg, die er 1716 zur Duchess of Munster und 1719 zur Duchess of Kendal erhoben hatte. Zusammen mit der Earlswürde wurde ihr der nachgeordnete Titel Baroness Aldborough, of Aldborough in the County of Suffolk, verliehen. Die Titel waren auf Lebenszeit verliehen und erloschen beim Tod der Countess am 16. September 1778.

## Liste der Countesses of Walsingham (1722)
- Melusina von der Schulenburg, Countess of Walsingham (1693–1778)